# Miletina
Miletina je naseljeno mjesto u gradu Ljubuškom, Federacija BiH, BiH.

## Zemljopisni položaj i značajke
Naselje se nalazi na istoku ljubuške općine, na tromeđi Ljubuškoga, Čapljine i Čitluka. U sjevernom i istočnom dijelu graniči s Međugorjem, na jugoistoku sa Zvirovićima, a na zapadu s Crnopodom i Cernom. Površina iznosi 5,6 km2, najviša kota je 313 metara, a najniža 109 m. Dijeli se na četiri zaseoka: Podmiletinu, Daupovinu, Iliće/Redže i Buntiće/Eleze. Crkveno pripada župi sv. Jakova u Međugorju. Dva su katolička groblja: Srebrenica i Klarino groblje. Srebrenica je nastala 1938., a kapela na njemu je podignuta 1970. Kapela sv. Klare Asiške na Klarinu groblju sagrađena je 1936. Kroz mjesto prolazi regionalna cesta Zvirovići - Tromeđa - Široki Brijeg.

## Stanovništvo

### 1991.
Nacionalni sastav stanovništva 1991. godine, bio je sljedeći:
ukupno: 427
- Hrvati - 425
- Srbi - 1
- ostali, neopredijeljeni i nepoznato - 1

### 2013.
Nacionalni sastav stanovništva 2013. godine, bio je sljedeći:
ukupno: 376
- Hrvati - 375
- Srbi - 1

## Povijesni lokaliteti
Na mnogim lokalitetima u Mileti postoje prapovijesne kamene gomile. Gradina Žuželj na koti 313 m najveća je i najočuvanija ljubuška prapovijesna tvrđava. Dimenzija je 170 m (sjever-jug) × 186 m (istok-zapad). Unutar kompleksa su dvije kamene gomile povezane manjim zidom. Prostor na vrhu brda većim dijelom branjen je dvostrukim kamenim suhozidom, uz pomoćni bočni zid na istoku. Unutar same gradine i po padinama brijega nalaze se mnogobrojni ulomci keramike različitih oblika i fakture. Druga gradina na koti od 234 m brda Miletina ima dva obrambena prstena, sa zidovima prosječno debelim oko tri metra. Dimenzije prstena su 111×85 m (vanjski) i 37×27 m (unutarnji). Visina očuvana zida u unutarnjem prstenu, koji ima dva ulaza, doseže do jednoga metra. Na lokalitetu Lučine u blizini ceste Miletina - Međugorje - Tromeđa, nalazište je triju skupina stećaka, uglavnom obraslih i utonulih u zemlju. Sedamdesetih godina bila su vidljiva 32 primjerka, od kojih je pet bilo ukrašeno.